# Leucotaeniella pentaspila
Leucotaeniella pentaspila är en tvåvingeart som beskrevs av Mario Bezzi 1918. Leucotaeniella pentaspila ingår i släktet Leucotaeniella och familjen borrflugor. Inga underarter finns listade i Catalogue of Life.